# Prosciutto di Modena
Prosciutto di Modena (DOP) è un preparato a base di carne a Denominazione di origine protetta.

## Storia
La storia della produzione di tale salume è molto antica. Già dai tempi Celti e dei Romani, vi era l'abitudine di conservare la carne sotto sale. Espediente questo utilizzato per conservare il prodotto durante le campagne militari.

## Abbinamenti
Il prodotto si può consumare con melone o fichi, oppure col gnocco fritto. Deve essere affettato fine e può essere abbinato a vini non invecchiati, sia rossi che bianchi.